# Tudo Tem um Porquê (canção)
Tudo tem um porquê é o título de uma canção escrita pelos compositores Eduardo da Costa, Ricardo da Costa, Rodrigo de Castro e Ronaldo de Castro. A canção foi gravada por Guilherme & Santiago e se tornou a faixa-título do álbum "Tudo Tem Um Porquê", lançado em 2010.  Foi inserida na trilha sonora da novela Morde & Assopra da Rede Globo, em 2011. É uma das músicas de maior sucesso do álbum e também da carreira da dupla.